# جزيئة شبيهة بمستقبل Fc
الجزيئات الشبيهة بالمستقبل Fc (بالإنجليزية: Fc receptor-like molecules)‏، ومختصرها (FCRLs) هي صنف من البروتينات التي تشابه المستقبل Fc. تميزت هذه البروتينات في عدة أنواع من الكائنات بضمنها الإنسان والفأر. تظهر هذه البروتينات بشكل تفضيلي على الخلايا البائية.
بخلاف مستقبلات Fc، فلا يوجد دليل قوي على أن هذه البروتينات ترتبط بمنطقة Fc على الجسم المضاد. أما وظيفتها فغير معروفة.

## الأمثلة
- FCRL1
- FCRL2
- FCRL3
- FCRL4
- FCRL5
- FCRL6
- FCRLA، وهو مرتبط بكريين مناعي م وكريين مناعي ج وغلوبيولين مناعي A.[2]
- FCRLB